# Орея (хорова капела)
Орея (лат. «Oreya») — муніципальна хорова капела, створена керівником маестро Олександром Вацеком у 1986 році в місті Житомирі. Капелу підтримує Житомирська обласна адміністрація. Колектив має різнобічний репертуар — від світової та української класики до творів сучасних композиторів.
Хор складається з 32 співаків: вісім сопрано, вісім альтів, вісім тенорів та вісім басів (станом на січень 2017). Це один із найоригінальніших українських хорів.
У 1997 році президент Асоціації французьких хорів Марсель Корнелю в інтерв'ю французькому радіо так оцінив виступ капели: «„Орея“ — це один з чотирьох кращих хорів у світі, які я коли-небудь чув, і це кращий посол України, яких я зустрічав …»
А у 2009 році Келлі Парк, художній керівник 1-го міжнародного хорового фестивалю у м. Інчон (Південна Корея), сказав так: «Цей колектив встановлює нові світові стандарти хорового мистецтва і є найкращим послом України за всі роки.»
Щороку «Орея» здійснює гастрольні турне такими країнами, як Франція, Норвегія, Німеччина, Італія, Швейцарія, Іспанія, Польща та дає багато концертів у містах України.
9 березня 2015 року «Орея» з великим успіхом виступила з концертом на сцені Львівської філармонії, залу якої за акустичними характеристиками Олександр Вацек відніс до однієї з найкращих, де доводилося виступати хорові.
2009 року відбувся 1-й музичний фестиваль у місті Інчон (Південна Корея), на який запросили «Орею» як один з 4 найкращих колективів світу.
У червні 2016 «Орея» була запрошена взяти участь разом з Ізраїльським симфонічним оркестром у виконанні поеми Сергія Рахманінова «Дзвони», яке відбулось  у місті Тель-Авів, Ізраїль.

## Участь у конкурсах
Починаючи з 1986, «Орея» бере участь у Європейських хорових фестивалях та змаганнях, де отримала 9 Гран Прі та 31 перше місце:
1989 – 1й Всеукраїнський хоровий конкурс ім. М.Леонтовича м. Київ, Україна - 1-ше місце в категорії  «Змішані хори»
1990 – 14й Міжнародний хоровий конкурс ім. Бели Бартока у м. Дебрецен, Угорщина -приз  «За найкраще виконання фольклорної музики»
1991 – 21-й Міжнародний хоровий конкурс ім. Г. Дімітрова у м. Варна, Болгарія    - 1-ше місце у категорії «Змішані хори»
                       - 1-ше місце «За найкраще виконання болгарської музики»
1992 – 24-й міжнародний хоровий конкурс м. Толоса, Іспанія- — 2-ге місце в категорії"Поліфонія"
-3-тє місце в категорії"Фольклор".
1993 – 3й міжнародний хоровий конкурс камерних хорів у м. Марктобердорф, Німеччина -1-ше місце в категорії"Жіночі хори"
1993 – 5-й міжнародний хоровий конкурс у м. Майнгаузен, Німеччина - 1-ше місце в категорії"Фольклор"
-  1-ше місце в категорії"Класика"
- "Гран-прі"конкурсу.
1995 – 31-й міжнародний хоровий конкурс м. Монтрьо, Швейцарія -  Диплом з оцінкою «Відмінно» в категорії «Змішані хори» та другий результат за кількістю балів у конкурсі.
1995 – 2-й міжнародний хоровий конкурс ім. Р. Шумана у м. Цвіккау, (Німеччина) -    Золотий диплом в категорії"Змішан іхори"
-    Золотий диплом в категорії «Жіночі хори»
-    Приз за найкраще виконання музики 20 ст.
1995 – 24-й міжнародний хоровий конкурс у м. Тур, Франція -        1-ше місце в категорії «Змішані хори»
-        1-ше в категорії"Жіночі хори"
-        Приз за найкраще виконання французької музики
-        Приз глядацьких симпатій
-        "Гран-прі"конкурсу.
1996 – міжнародний хоровий конкурс у м. Лінденхольцхаузен, Німеччина -        1-ше місце у категорії «Змішані хори»
-        2-ге місце у категорії «Жіночі хори»
-        1-ше місце за найкраще виконання фольклорної музики
-        «Гран-прі» конкурсу.
1998 – міжнародний хоровий конкурс у м. Монтрьо, Швейцарія -        «Гран-прі».
1999  – міжнародний хоровий конкурс ім. Й. Брамса  у м. Вернігероде, Німеччина -1-ше місце в категорії "Змішані хори
  - приз глядацьких симпатій
       - « Гран-прі» конкурсу
1999 – 31-й міжнародний хоровий конкурс м. Толоса, Іспанія - 1-ше місце в категорії «Фольклор»
          - 2-ге місце в категорії «Поліфонія»
2001-–міжнародний хоровий конкурс м. Лінденхольцхаузен, Німеччина -     1-ше місце в категорії «Змішані хори»
2002– 4-й міжнародний хоровий конкурс м. Мільтенберг, Німеччина        -1-ше в категорії"Фольклор"
        - 2-ге місце в категорії"Класика"
        - приз публіки
2003 – 49-й міжнародний хоровий конкурс м. Тореб'єха, Іспанія -   2-ге місце  в категорії"Поліфонія".
2003 – 7-й міжнародний хоровий конкурс у м. Маасмехелен, Бельгія - 1-ше місце в категорії «Змішані хори»
- приз публіки
2006 – 35-й міжнародний хоровий конкурс у м. Тур, Франція-        1-ше місце в категорії «Поліфонія»
-        Спеціальний приз від Міністерства культури Франції за кращу інтерпретацію творів Ф.Пуленка та К.Дебюссі.
      -         приз журі  «За найкраще виконання та вимову французької музики серед іноземних хорів».
2007 – Міжнародний хоровий конкурс «Хабанер» у м. Тореб'єха, Іспанія  - 2-ге місце в категорії «Поліфонія».
2007 – Всеукраїнський конкурс камерних хорових колективів ім. Б.Лятошинського у м. Київ, Україна - -«Гран-прі».
2008 – 9-й міжнародний хоровий конкурс у м. Марібор, Словенія          -  «Гран-прі».
2011 — 43-ій Міжнародний хоровий конкурс в м. Толоса, Іспанія    - 1- ше місце в категорії «Поліфонія»                                                                                                
    -  1-ше місце в категорії «Фольклор»
  -   приз глядацьких симпатій
   -  «Гран-прі» конкурсу
 2014 – 62й Міжнародний хоровий конкурс в м. Ареццо, Італія - категорія Історичний період С (1800—1920) — 1 місце
- категорія Історичний період Д (1920-до сьогодні) — 1 місце
- категорія «Фольклор»- 1 місце
- категорія «Поліфонія» -1 місце
- категорія «Arezzo Colours' Prize Festival» -1 місце
- гран-прі       